# Karsten Stoye
Karsten Stoye (* 23. Mai 1962) ist ein Generalmajor der Luftwaffe der Bundeswehr und Head of Civil-Military Coordination bei EUROCONTROL (Brüssel). Außerdem wurde er im Oktober 2023 zum Präsidenten der Gemeinschaft deutscher Militärflieger e.V. gewählt. 

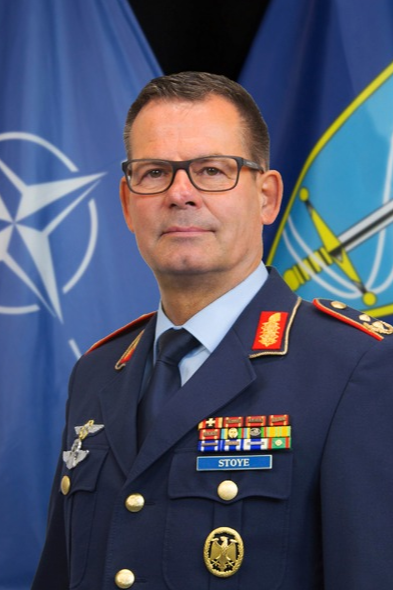
Generalmajor Karsten Stoye

## Militärische Laufbahn

### Ausbildung und erste Verwendungen
Beförderungen
- 1986 Leutnant
- 1989 Oberleutnant
- 1992 Hauptmann
- 1996 Major
- 2000 Oberstleutnant
- 2008 Oberst
- 2013 Brigadegeneral
- 2019 Generalmajor

Nach Eintritt in die Bundeswehr als Wehrpflichtiger beim Heer wurde Stoye an der Offiziersschule der Luftwaffe zum Offizier ausgebildet. Im Anschluss studierte er Wirtschaftswissenschaften an der Universität der Bundeswehr in Hamburg. Nach erfolgreichem Studienabschluss wurde Stoye auf der Sheppard Air Force Base zum Strahlflugzeugführer ausgebildet. Anschließend wurde er auf das Flugzeugmuster Alpha Jet umgeschult und war Einsatzpilot im Jagdbombergeschwader 43 in Oldenburg. Nach der Umschulung auf das Muster Panavia Tornado wurde er als Einsatzpilot zum Aufklärungsgeschwader 51 „Immelmann“ versetzt und nahm in dieser Funktion auch an den Einsätzen über dem ehemaligen Jugoslawien im Rahmen von UNPROFOR und IFOR teil.

### Dienst als Stabsoffizier
Von 1996 bis 1998 absolvierte er den Generalstabsdienstlehrgang an der Führungsakademie der Bundeswehr in Hamburg, danach war er als Bereichsleiter für Übungen beim Combined Air Operations Centre 4 (CAOC) der NATO in Meßstetten tätig. Während des Kosovo-Konfliktes war Stoye beim NATO-Gefechtsstand in Vicenza als Planungsstabsoffizier für die Luftoperationen eingesetzt. Im Jahr 2000 übernahm er das Kommando über die Fliegende Gruppe des Jagdbombergeschwaders 31 in Nörvenich bis Ende 2003. Im Führungsstab der Luftwaffe war er danach stellvertretender Referatsleiter des Referats Fü L III 3 (Grundsatzangelegenheiten Einsatz und Operative Führung, Luftstreitkräfte), gefolgt von einer Dezernatsleitertätigkeit (Grundlagen Einsatz und Operation Grundlagen Luftstreitkräfte). Ab 2006 war er Referent beim parlamentarischen Staatssekretär im Bundesministerium der Verteidigung in Berlin. Ende 2007 übernahm er das Kommando über das Aufklärungsgeschwader 51 „Immelmann“ in Kropp bei Schleswig, während dieser Zeit waren Soldaten des Geschwaders auch im Rahmen von ISAF in Afghanistan eingesetzt und Stoye Geschwaderkommodore des Einsatzgeschwaders Mazar-e Sharif. Im Anschluss war er von 2010 bis 2012 im Bundesministerium der Verteidigung als Referatsleiter für Luftwaffenplanung und -operation, danach Referatsleiter in der Abteilung Planung als Verantwortlicher für Aufklärung und Überwachung in der Bundeswehr.

### Dienst als General
Im Jahr 2013 wurde Stoye, unter Ernennung zum Brigadegeneral, Deputy Commander NATO Deployable Air Command and Control Centre in Poggio Renatico, Italien. Von Juni 2015 bis Juli 2018 war Stoye Kommandeur des NATO-E-3-AWACS-Verbandes auf dem Fliegerhorst Geilenkirchen. Zum 1. Juli 2018 wechselte er auf den Dienstposten des Deputy Chief of Staff Operations im NATO Allied Air Command, Ramstein Air Base, Deutschland. Zum 1. März 2019 wechselte Stoye, unter Beförderung zum Generalmajor, auf den Dienstposten des Chief of Staff. Seit dem 1. Oktober 2021 ist Generalmajor Stoye Leiter der Civil-Military Cooperation bei EUROCONTROL in Brüssel.
Karsten Stoye hat mehr als 3000 Flugstunden und 70 Einsatzflüge als Flugzeugführer absolviert.

### Auszeichnungen
- Ehrenkreuz der Bundeswehr in Gold
- Einsatzmedaille UNPF
- Einsatzmedaille IFOR
- Einsatzmedaille SFOR
- Einsatzmedaille ISAF
- NATO-Einsatzmedaille für das ehemalige Jugoslawien
- NATO-Einsatzmedaille ISAF
- NATO-Meritorious Service Medal
- Ritter des Verdienstordens der Republik Italien
- Spinoza Medaille des Volksbundes Deutsche Kriegsgräberfürsorge